# Saison 2008-2009 du Club athlétique Brive Corrèze Limousin
Cette page présente la saison 2008-2009 du Club athlétique Brive Corrèze Limousin, unique club professionnel en limousin, qui dispute le Top 14 et le Challenge européen.

## La saison

### Récit de la saison sportive

#### Août 2008
Le Top 14 des Brivistes débute le 26 août 2008. Il y deux déplacements, à Perpignan et à Toulon. Cela se solde respectivement par une défaite 34-18 à Aimé-Giral et un petit (et heureux) match nul 3-3 chez le promu et ambitieux club varois.

#### Septembre 2008
Le 6 septembre, pour sa première réception de la saison, le CABCL ne peut faire mieux qu'un match nul face au Castres Olympique (16-16). Ce laborieux début de saison se confirme avec deux défaites importantes, à Biarritz puis sur la pelouse du Stade français. Avec 3 défaites et 2 nuls, les Coujous occupent la dernière place à l'issue de la 5e journée. Ils se reprennent à domicile contre l'US Dax 41-9, le bonus offensif en prime.

#### Octobre 2008
Le 4 octobre, les Blanc et Noir enchaînent un second succès bonifié d'affilée 53-11 face au Stade montois, l'autre écurie landaise engagée en Top 14. L'ailier fidjien Norman Ligairi signe à cette occasion un triplé. La première parenthèse européenne de la saison intervient alors. Les corréziens subissent une infâmante défaite chez les Italiens de Parme (34-29) avant de se reprendre contre les Anglais de Newcastle Falcons (36-22), le challenger le plus sérieux de leur poule. Le 25 octobre, le CAB récolte une défaite bonifiée (14-9) au Stade Jean-Dauger face à un Aviron bayonnais qui réalise un début de saison remarquable.

#### Novembre 2008
Les Cabistes décrochent un nouveau point de bonus sur la pelouse du Stade toulousain champion de France en titre (21-15), avant de s'adjuger le 15 novembre le derby du Massif Central contre Clermont (18-16). L'ouvreur Andy Goode, auteur de tous les points brivistes, est un des grands artisans de ce succès. Les blancs et noirs vont valider leur embellie avec un succès contre Montauban (33-28), et surtout une victoire à l'extérieur (9-22), au  Stade Yves-du-Manoir contre le Montpellier HR. Le CABCL remonte ainsi à la 6e place du classement au terme de la 12e journée.

#### Décembre 2008
Le CA Brive ne dispute que trois rencontres en ce mois de décembre. En Challenge européen, il est opposé à la faible équipe d'El Salvador Rugby, qu'il domine largement à l'aller comme au retour. Le 20 décembre a lieu la dernière rencontre de la phase aller. Les Isérois du CS Bourgoin-Jallieu repartent eux aussi battus du stade Amédée Domenech (20-12) et c'est en qualifié virtuel pour la Coupe d'Europe que Brive achève son année civile 2008.

#### Janvier 2009
Le 4 janvier, en clôture de la 14e journée, les joueurs de Laurent Seigne se frottent à l'USAP, où évolue pour quelques semaines Daniel Carter, l'ouvreur fétiche de l'équipe de Nouvelle-Zélande. Le match se résume à un duel de buteurs et il tourne à l'avantage des Catalans (18-15) qui sont en route vers le Bouclier cette année-là. Le CAB se ressaisit dès le samedi suivant en dominant Toulon 19-9, non sans difficultés. Le Challenge européen reprend ses droits le 17 janvier et les Coujoux effectuent un grand pas pour le tour suivant en battant le rival de Newcastle chez lui à Kingston Park (9-10). C'était la 4e année consécutive que Brive et Newcastle s'affrontaient dans cette compétition. Cinq jours plus tard, les Blanc et Noir se vengent des Parmesans (29-13), s'adjugent la première place de la poule et se qualifient pour les quarts de finale. En Championnat, l'équipe s'en va obtenir le match nul à Castres 11-11 grâce notamment à Alexis Palisson.

#### Février 2009
Ce mois est considérablement allégé par la coupure internationale du Tournoi. Le CABCL a deux réceptions à son programme. La première a lieu le 21 face à Biarritz, la bête noire des Brivistes qui n'ont plus gagné face aux Basques depuis une décennie. Dimitri Yachvili fait une nouvelle fois bien des misères au club de sa ville natale (et de ses débuts) mais dans sa belle dynamique Brive s'impose tout de même 19-15. Les Parisiens du Stade Français subiront également la défaite (26-11) la semaine suivante.

#### Mars 2009
Après ces deux réceptions, il y a deux nouveaux déplacements consécutifs, et ceux-ci ont pour cadre les Landes. Face à une US Dax et un Stade montois à la dérive au classement et condamnés à la rétrogradation, le CABCL engrange deux succès à quatre points, 15-17 puis 16-18. Le 28 mars, c'est un autre club emblématique du Sud-Ouest, l'Aviron bayonnais, qui se présente au
Stadium et qui y est lui aussi vaincu (13-6). Forts de ses cinq victoires d'affilée, le club Blanc et Noir est remonté à la cinquième place du Top 14 et s'approche comptablement des demi-finales à cinq journées du terme.

#### Avril 2009
Le 4 avril, le CA Brive, invaincu depuis trois mois, encaisse un cinglant revers sur son herbe. Le Stade toulousain lui inflige un 42-10, avec cinq essais à la clé. Dans la foulée, Brive est à nouveau battu en quarts de finale de Challenge européen par les Anglais de Worcester Warriors 29-18. La situation s'aggrave encore le 18 avril, avec une déroute au Michelin 52-7, quasiment dix ans jour pour jour après l'historique 60-31 d'avril 1999. Ce mois d'avril catastrophique s'achève par un autre échec, concédé cette fois à l'US Montauban, sur la marque de 15-10. Les Corréziens ramènent bien un point du Stade Sapiac, mais Biarritz et Bayonne les ont dépassés au classement. À deux journées de la fin de la phase régulière, Brive n'est virtuellement plus qualifié pour la H Cup.

#### Mai 2009
Le 9 mai, le CABCL renoue enfin avec la victoire lors du dernier match de la saison à domicile. Les Montpelliérains sont leur victimes (28-18) et le club retrouve la 6e place. L'Aviron s'est en effet incliné face à Toulouse et compte deux points de retard sur lui. Tout va donc se jouer lors de la dernière journée. Brive se déplace à Bourgoin-Jallieu, tandis que les Bayonnais ont l'avantage du terrain face au Stade français et que Biarritz s'est envolé et assure sa 5e place. Les Bayonnais l'emportent sans bonus, mais les Brivistes arrachent le match nul 19-19 au Stade Pierre-Rajon. Les deux clubs étant à égalité avec 66 points chacun, c'est au goal average particulier que Brive devance Bayonne et s'aduge la 6e place. Les Bayonnais avaient en effet gagné de cinq points chez eux (14-9), mais avaient perdu de sept en Corrèze (13-6). Cependant, les Coujoux ne sont pas assurés d'être qualifiés pour l'édition suivante de la Heineken Cup, puisque les Berjalliens doivent disputer la finale du Challenge Européen. En cas de victoire, ceux-ci remporteraient le dernier ticket attribué aux équipes françaises. Ce ne sera pas le cas, l'équipe anglaise de Northampton disposant des Isérois. Laurent Seigne retrouve donc la compétition continentale remportée en 1997.

### Espoirs
L'équipe Espoirs, toujours entrainée par Sébastien Bonnet et Didier Casadeï, se classe en tête de la poule Elite à 9 points devant les Espoirs de l'USAP et de l'ASM respectivement 2e et 3e et se qualifie pour les demi-finales du championnat de France.
En demi-finale le CA Brive est opposé, à Villefranche-de-Rouergue, au Stade toulousain qui compte dans ses rangs quatre joueurs qui évoluent régulièrement avec l'équipe I et huit autres qui y ont fait plusieurs apparitions. À la mi-temps le Stade mène 13-10 avec un essai de chaque côté. Pour la seconde mi-temps le score n'évolue que par coup de pieds, Brive se faisant remonter à la dernière minute par une pénalité mettant les deux équipes à égalité : 16-16. Durant la prolongation, les deux équipes marquent chacune un essai et c'est finalement le CA Brive qui l'emporte grâce à ses botteurs sur le score de 27-21.
Le CA Brive est qualifié pour la finale contre l'AS Montferrand, qui a éliminé au tour précédent l'USA Perpignan. La rencontre se déroule au Stade Jean-Alric d'Aurillac. Dès le début de la rencontre, les avants Jaunards dictent leur loi et écrasent les Coujous en engrangeant 10 points en quatre minutes. Ceux-ci sont dominés en conquête mais les lignes arrières Cabistes utilisent à bon escient les rares ballons qui leur parviennent et reviennent à 5-10. À la suite d'une série de mêlées écroulées une bagarre générale se déclenche, ce sera le tournant du match. Si les avant Noirs et Blancs se solidarisent et parviennent progressivement à refaire surface seuls les buteurs font évoluer le score ; 11-16 à la mi-temps. Dès le début de la seconde période les Cabistes marquent un essai par Vickus Liebenberg. Les buteurs des deux camps inscrivent une pénalité chacun, si bien qu'à la 57e minute, les deux équipes se retrouvent à égalité 19-19. Le score à la fin du temps réglementaire en restera là malgré les incessantes attaques clermontoises repoussées par les défenseurs Brivistes, et la faillite des botteurs. La prolongation ne changera rien au score et au terme de 100 minutes d'un match haletant, le CA Brive sera déclaré champion de France aux essais (2 contre 1).

## Joueurs et encadrement

### Dirigeants
- Patrick Boutot, président
- Simon Gillham, Directeur Général
- François Duboisset, Directeur Général délégué

### Staff technique
- Laurent Seigne, entraineur en chef[1]
- Christophe Laussucq, entraineur des avants
- Ugo Mola, entraineur des arrières
- David Ellis, responsable de la défense

### Effectif 2008-2009

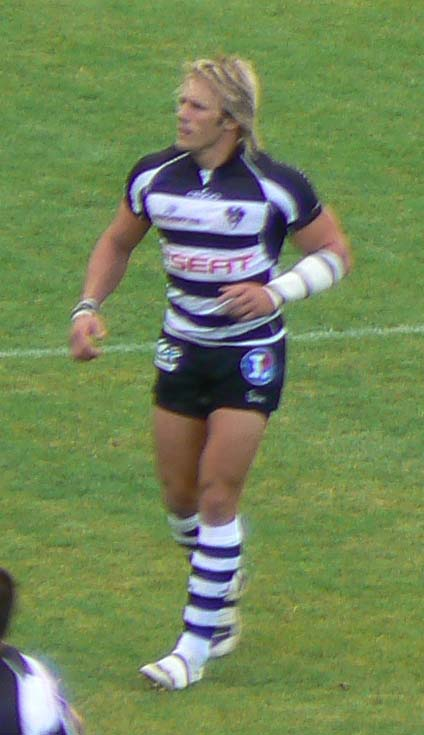
Gerhard Vosloo
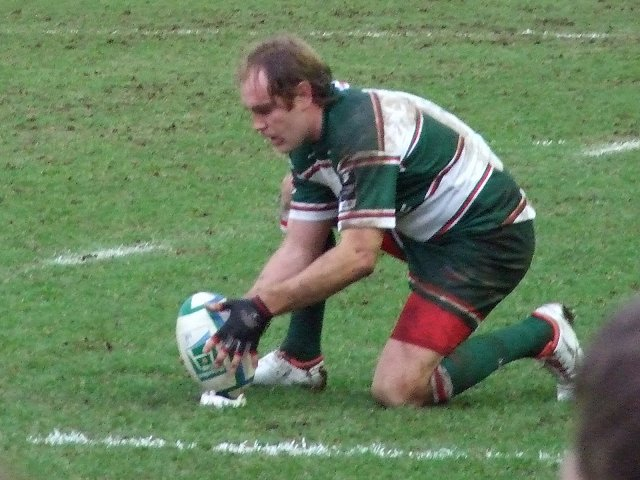
Andy Goode meilleur réalisateur
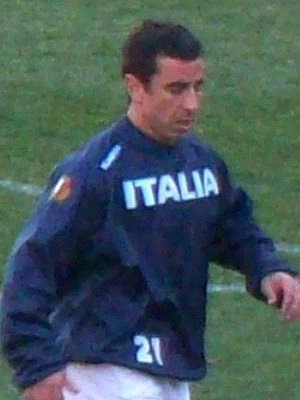
Luciano Orquera 2e meilleur réalisateur
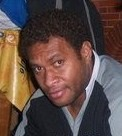
Norman Ligairi meilleur marqueur d'essais
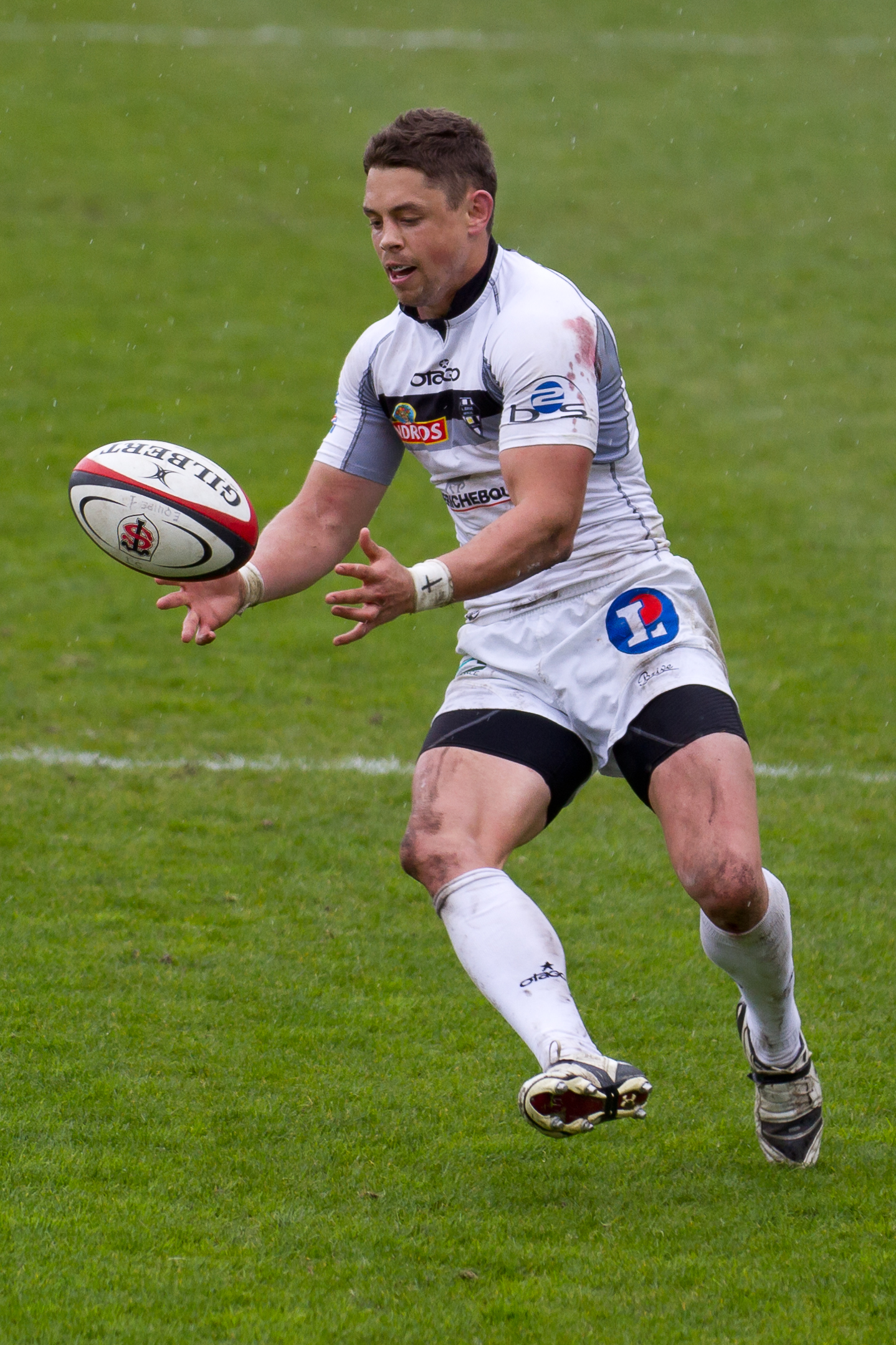
Ronnie Cooke
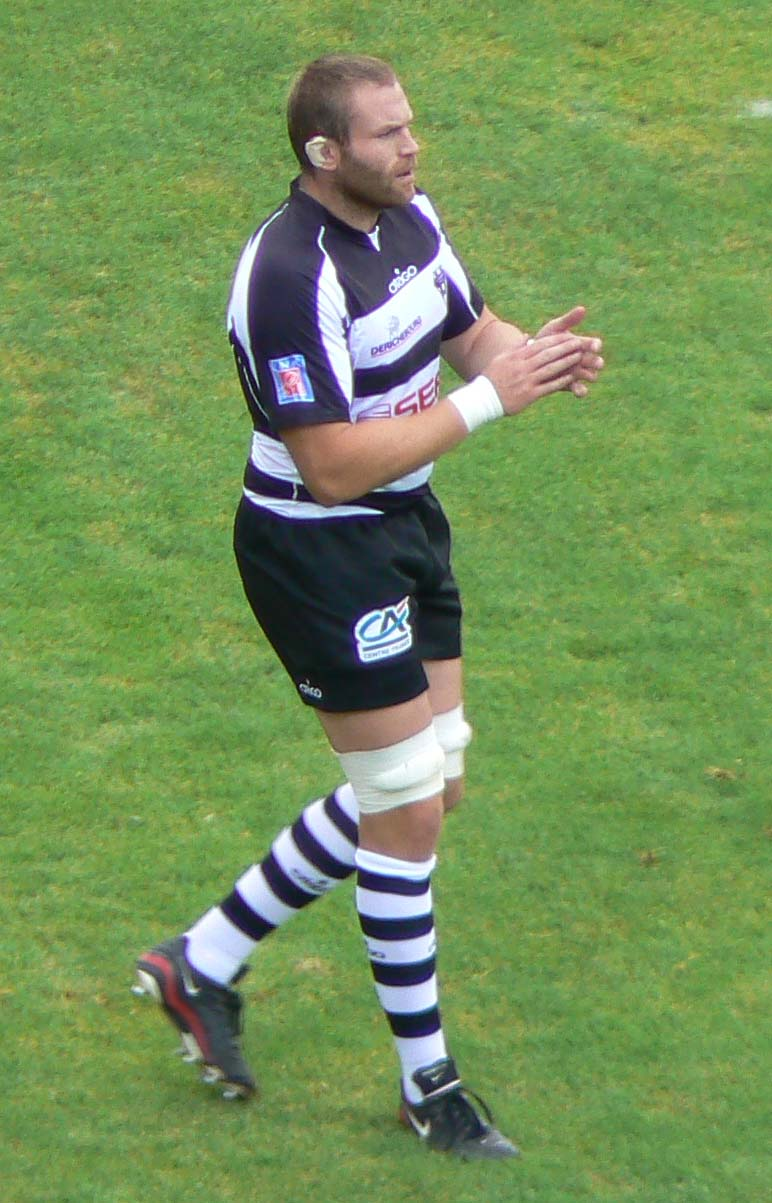
Damian Browne

| Nom                     | Poste            | Naissance         | Nationalité sportive | International | Dernier club         | Arrivée au club |
| ----------------------- | ---------------- | ----------------- | -------------------- | ------------- | -------------------- | --------------- |
| Jean-Philippe Bonrepaux | Talonneur        | 7 décembre 1978   | France               | -             | AS Béziers           | 2007            |
| Jawad Djoudi            | Talonneur        | 8 mai 1976        | France               | -             | CS Bourgoin-Jallieu  | 2003            |
| Steve Thompson          | Talonneur        | 15 juillet 1978   | Angleterre           |               | Northampton Saints   | 2007            |
| Petru Bălan             | Pilier           | 12 juillet 1976   | Roumanie             |               | Saint-Jean-de-Luz OR | 2008            |
| Kevin Buys              | Pilier           | 26 avril 1986     | Afrique du Sud       | -             | Bulls                | 2007            |
| Pierre Capdevielle      | Pilier           | 30 mars 1974      | France               | -             | AS Montferrand       | 2001            |
| Pablo Henn              | Pilier           | 15 juillet 1982   | Argentine            |               | US Montauban         | 2008            |
| Simon Hughes            | Pilier           | 24 juin 1986      | Angleterre           | -             | Formé au club        | Formé au club   |
| Pascal Idieder          | Pilier           | 5 février 1982    | France               | -             | FC Auch              | 2008            |
| Davit Khinchaguishvili  | Pilier           | 24 juillet 1982   | Géorgie              |               | CS Bourgoin-Jallieu  | 2007            |
| Pascal Oliveirinha      | Pilier           | 6 avril 1984      | France               | -             | Formé au club        | Formé au club   |
| Petrisor Toderasc       | Pilier           | 15 juillet 1980   | Roumanie             |               | US Oyonnax           | 2005            |
| Damian Browne           | Deuxième ligne   | 17 mai 1980       | Irlande              | -             | Northampton Saints   | 2008            |
| Fabien Domingo          | Deuxième ligne   | 24 septembre 1976 | France               | -             | Stade aurillacois    | 2006            |
| Vickus Liebenberg       | Deuxième ligne   | 20 février 1985   | Afrique du Sud       | -             | Formé au club        | Formé au club   |
| Arnaud Méla             | Deuxième ligne   | 19 janvier 1980   | France               |               | SC Albi              | 2008            |
| Christian Short         | Deuxième ligne   | 15 novembre 1979  | Irlande              | -             | Northampton Saints   | 2007            |
| Johan van Zyl           | Deuxième ligne   | 11 novembre 1980  | Afrique du Sud       | -             | Natal Sharks         | 2005            |
| Simon Azoulai           | Troisième ligne  | 15 juin 1980      | France               | -             | CA Bègles-Bordeaux   | 2003            |
| Aurélien Béco           | Troisième ligne  | 12 mars 1986      | France Portugal      | -             | Formé au club        | Formé au club   |
| Antonie Claassen        | Troisième ligne  | 20 octobre 1984   | Afrique du Sud       | -             | Blue Bulls           | 2007            |
| Vincent Forgues         | Troisième ligne  | 21 août 1981      | France               | -             | Section paloise      | 2006            |
| Alexandru Manta         | Troisième ligne  | 7 juin 1977       | Roumanie             |               | Castres olympique    | 2007            |
| Alix Popham             | Troisième ligne  | 17 octobre 1979   | Pays de Galles       |               | Llanelli Scarlets    | 2008            |
| Gerhard Vosloo          | Troisième ligne  | 10 mai 1979       | Afrique du Sud       | -             | Castres olympique    | 2008            |
| Liam Davies             | Demi de mêlée    | 5 octobre 1986    | Pays de Galles       | -             | Llanelli Scarlets    | 2008            |
| Jean-Baptiste Péjoine   | Demi de mêlée    | 17 juillet 1980   | France               | -             | Stade bordelais      | 2001            |
| Jonathan Pélissié       | Demi de mêlée    | 6 juin 1988       | France               | -             | Formé au club        | Formé au club   |
| Arnaud Pic              | Demi de mêlée    | 21 novembre 1985  | France               | -             | ASM Clermont         | 2008            |
| Andy Goode              | Demi d'ouverture | 3 avril 1980      | Angleterre           |               | Leicester Tigers     | 2008            |
| Luciano Orquera         | Demi d'ouverture | 12 octobre 1981   | Italie Argentine     |               | FC Auch              | 2006            |
| Ronnie Cooke            | 3/4 centre       | 5 avril 1984      | Afrique du Sud       | -             | Free State Cheetahs  | 2007            |
| Fabrice Estebanez       | 3/4 centre       | 26 décembre 1981  | France               | -             | UA Gaillac           | 2007            |
| Suka Hufanga            | 3/4 centre       | 18 juin 1982      | Tonga                |               | AS Béziers           | 2006            |
| Ben Johnston            | 3/4 centre       | 8 novembre 1978   | Angleterre           | -             | Saracens             | 2007            |
| Lachlan MacKay          | 3/4 centre       | 30 novembre 1982  | Australie            |               | Western Force        | 2008            |
| Horacio Agulla          | 3/4 aile         | 22 octobre 1984   | Argentine            |               | US Dax               | 2008            |
| Régis Bianco            | 3/4 aile         | 28 juillet 1982   | France               | -             | SC Albi              | 2008            |
| Ben Cohen               | 3/4 aile         | 14 septembre 1978 | Angleterre           |               | Northampton Saints   | 2007            |
| Norman Ligairi          | 3/4 aile         | 29 janvier 1976   | Fidji                |               | Secom Rugguts        | 2006            |
| Guillaume Namy          | 3/4 aile         | 3 avril 1989      | France               | -             | Formé au club        | Formé au club   |
| Alexis Palisson         | 3/4 aile         | 9 septembre 1987  | France               |               | Formé au club        | Formé au club   |
| Barry Davies            | Arrière          | 5 mars 1981       | Pays de Galles       |               | Llanelli Scarlets    | 2007            |
| Scott Spedding          | Arrière          | 4 mai 1986        | Afrique du Sud       | -             | Natal Sharks         | 2008            |

## Calendrier et résultats
| Date du match     | Domicile              | Extérieur             | Score | Lieu du match              | Catégorie                             | Classement |
| ----------------- | --------------------- | --------------------- | ----- | -------------------------- | ------------------------------------- | ---------- |
| 26 août 2008      | USA Perpignan         | CA Brive              | 34-18 | Stade Aimé-Giral           | 1re journée de Top 14                 | 12         |
| 30 août 2008      | RC Toulon             | CA Brive              | 3-3   | Stade Mayol                | 2e journée de Top 14                  | 11         |
| 6 septembre 2008  | CA Brive              | Castres olympique     | 16-16 | Stade Amédée-Domenech      | 3e journée de Top 14                  | 11         |
| 13 septembre 2008 | Biarritz olympique    | CA Brive              | 24-5  | Parc des sports d'Aguiléra | 4e journée de Top 14                  | 13         |
| 20 septembre 2008 | Stade français        | CA Brive              | 37-16 | Stade Jean-Bouin           | 5e journée de Top 14                  | 14         |
| 27 septembre 2008 | CA Brive              | US Dax                | 41-9  | Stade Amédée-Domenech      | 6e journée de Top 14                  | 12         |
| 4 octobre 2008    | CA Brive              | Stade montois         | 53-11 | Stade Amédée-Domenech      | 7e journée de Top 14                  | 8          |
| 12 octobre 2008   | Overmach Parme        | CA Brive              | 34-29 | Stadio XXV Aprile          | 1re journée du Challenge européen     | 3          |
| 16 octobre 2008   | CA Brive              | Newcastle Falcons     | 36-22 | Stade Amédée-Domenech      | 2e journée du Challenge européen      | 2          |
| 25 octobre 2008   | Aviron bayonnais      | CA Brive              | 14-9  | Stade Jean-Dauger          | 8e journée de Top 14                  | 9          |
| 1er novembre 2008 | Stade toulousain      | CA Brive              | 21-15 | Stade Ernest-Wallon        | 9e journée de Top 14                  | 10         |
| 15 novembre 2008  | CA Brive              | ASM Clermont Auvergne | 18-16 | Stade Amédée-Domenech      | 10e journée de Top 14                 | 9          |
| 22 novembre 2008  | CA Brive              | US Montauban          | 33-28 | Stade Amédée-Domenech      | 11e journée de Top 14                 | 9          |
| 29 novembre 2008  | Montpellier HRC       | CA Brive              | 9-22  | Stade Yves du Manoir       | 12e journée de Top 14                 | 6          |
| 5 décembre 2008   | CA Brive              | El Salvador Rugby     | 84-6  | Stade Amédée-Domenech      | 3e journée du Challenge européen      | 2          |
| 14 décembre 2008  | El Salvador Rugby     | CA Brive              | 5-55  | Campo de Pepe Rojo         | 4e journée du Challenge européen      | 1          |
| 20 décembre 2008  | CA Brive              | CS Bourgoin-Jallieu   | 20-12 | Stade Amédée-Domenech      | 13e journée de Top 14                 | 6          |
| 4 janvier 2009    | CA Brive              | USA Perpignan         | 15-18 | Stade Amédée-Domenech      | 14e journée de Top 14                 | 6          |
| 10 janvier 2009   | CA Brive              | RC Toulon             | 19-9  | Stade Amédée-Domenech      | 15e journée de Top 14                 | 6          |
| 17 janvier 2009   | Newcastle Falcons     | CA Brive              | 9-10  | Kingston Park              | 5e journée du Challenge européen      | 1          |
| 22 janvier 2009   | CA Brive              | Overmach Parme        | 29-13 | Stade Amédée-Domenech      | 6e journée du Challenge européen      | 1          |
| 31 janvier 2009   | Castres olympique     | CA Brive              | 11-11 | Stade Pierre-Antoine       | 16e journée de Top 14                 | 6          |
| 21 février 2009   | CA Brive              | Biarritz olympique    | 19-15 | Stade Amédée-Domenech      | 17e journée de Top 14                 | 6          |
| 28 février 2009   | CA Brive              | Stade français        | 26-11 | Stade Amédée-Domenech      | 18e journée de Top 14                 | 6          |
| 7 mars 2009       | US Dax                | CA Brive              | 15-17 | Stade Maurice-Boyau        | 19e journée de Top 14                 | 5          |
| 14 mars 2009      | Stade montois         | CA Brive              | 16-18 | Stade André-Boniface       | 20e journée de Top 14                 | 5          |
| 28 mars 2009      | CA Brive              | Aviron bayonnais      | 13-6  | Stade Amédée-Domenech      | 21e journée de Top 14                 | 5          |
| 4 avril 2009      | CA Brive              | Stade toulousain      | 10-42 | Stade Amédée-Domenech      | 22e journée de Top 14                 | 5          |
| 11 avril 2009     | Worcester Warriors    | CA Brive              | 29-18 | Sixways Stadium            | Quart de finale du Challenge européen | Éliminé    |
| 18 avril 2009     | ASM Clermont Auvergne | CA Brive              | 52-7  | Stade Marcel-Michelin      | 23e journée de Top 14                 | 6          |
| 25 avril 2009     | US Montauban          | CA Brive              | 15-10 | Stade Sapiac               | 24e journée de Top 14                 | 7          |
| 9 mai 2009        | CA Brive              | Montpellier HRC       | 28-18 | Stade Amédée-Domenech      | 25e journée de Top 14                 | 6          |
| 16 mai 2009       | CS Bourgoin-Jallieu   | CA Brive              | 19-19 | Stade Pierre-Rajon         | 26e journée de Top 14                 | 6          |

## Statistiques

### Statistiques collectives

#### Classement Top 14
| Rang | Club                 | J  | V  | N | D  | Bo | Bd | Pm  | Pe  | Diff | Pts |
| ---- | -------------------- | -- | -- | - | -- | -- | -- | --- | --- | ---- | --- |
| 1    | USA Perpignan        | 26 | 20 | 1 | 5  | 8  | 2  | 615 | 374 | +241 | 92  |
| 2    | Stade toulousain (T) | 26 | 21 | 0 | 5  | 6  | 2  | 594 | 324 | +270 | 92  |
| 3    | ASM Clermont         | 26 | 16 | 1 | 9  | 9  | 8  | 754 | 367 | +387 | 83  |
| 4    | Stade français Paris | 26 | 16 | 1 | 9  | 7  | 5  | 622 | 430 | +192 | 78  |
| 5    | Biarritz olympique   | 26 | 15 | 0 | 11 | 5  | 6  | 516 | 398 | +118 | 71  |
| 6    | CA Brive             | 26 | 13 | 4 | 9  | 2  | 4  | 481 | 481 | 0    | 66  |
| 7    | Aviron bayonnais     | 26 | 14 | 2 | 10 | 2  | 4  | 475 | 481 | -6   | 66  |
| 8    | US Montauban         | 26 | 10 | 2 | 14 | 3  | 6  | 485 | 572 | -87  | 53  |
| 9    | RC Toulon (P)        | 26 | 9  | 2 | 15 | 3  | 8  | 409 | 488 | -79  | 51  |
| 10   | Montpellier HR       | 26 | 11 | 0 | 15 | 3  | 3  | 408 | 568 | -160 | 50  |
| 11   | CS Bourgoin-Jallieu  | 26 | 8  | 2 | 16 | 1  | 9  | 451 | 599 | -148 | 46  |
| 12   | Castres olympique    | 26 | 7  | 3 | 16 | 1  | 9  | 473 | 537 | -64  | 44  |
| 13   | US Dax               | 26 | 7  | 1 | 18 | 0  | 7  | 375 | 634 | -259 | 37  |
| 14   | Stade montois (P)    | 26 | 5  | 1 | 20 | 0  | 7  | 325 | 730 | -405 | 29  |

#### Classement Poule 4 de Challenge européen
| # | Équipe            | Points | MJ | V | N | D | EM | EE | BO | BD | PP  | PC  | Diff |
| - | ----------------- | ------ | -- | - | - | - | -- | -- | -- | -- | --- | --- | ---- |
| 1 | CA Brive          | 24     | 6  | 5 | 0 | 1 | 33 | 8  | 3  | 1  | 243 | 89  | +154 |
| 2 | Newcastle Falcons | 19     | 6  | 4 | 0 | 2 | 24 | 9  | 2  | 1  | 178 | 90  | +88  |
| 3 | Overmarch Parme   | 16     | 6  | 3 | 0 | 3 | 19 | 13 | 2  | 2  | 165 | 120 | +45  |
| 4 | El Salvador       | 0      | 6  | 0 | 0 | 6 | 6  | 52 | 0  | 0  | 46  | 333 | -287 |

### Statistiques individuelles

#### Statistiques par joueur
(Tableau à jour au 18 mai 2009)
| Joueur                  | Poste            | Top 14 | Top 14 | Top 14 | Top 14 | Top 14 | Top 14 | Top 14 | Top 14 | Top 14 | Challenge Européen | Challenge Européen | Challenge Européen | Challenge Européen | Challenge Européen | Challenge Européen | Challenge Européen | Challenge Européen | Challenge Européen | Total | Total | Total | Total | Total | Total | Total | Total | Total |
| Joueur                  | Poste            | TJ     | Tit.   | Rem.   | E      | T      | P      | D      | CJ     | CR     | TJ                 | Tit.               | Rem.               | E                  | T                  | P                  | D                  | CJ                 | CR                 | TJ    | Tit.  | Rem.  | E     | T     | P     | D     | CJ    | CR    |
| ----------------------- | ---------------- | ------ | ------ | ------ | ------ | ------ | ------ | ------ | ------ | ------ | ------------------ | ------------------ | ------------------ | ------------------ | ------------------ | ------------------ | ------------------ | ------------------ | ------------------ | ----- | ----- | ----- | ----- | ----- | ----- | ----- | ----- | ----- |
| Jean-Philippe Bonrepaux | Talonneur        | 305    | 3      | 7      | -      | -      | -      | -      | 1      | -      | 211                | 4                  | 2                  | 1                  | -                  | -                  | -                  | -                  | -                  | 516   | 7     | 9     | 1     | -     | -     | -     | 1     | -     |
| Jawad Djoudi            | Talonneur        | 503    | 6      | 8      | -      | -      | -      | -      | -      | -      | 100                | -                  | 3                  | -                  | -                  | -                  | -                  | -                  | -                  | 603   | 6     | 11    | -     | -     | -     | -     | -     | -     |
| Steve Thompson          | Talonneur        | 1255   | 17     | 9      | 1      | -      | -      | -      | 1      | -      | 288                | 3                  | 2                  | -                  | -                  | -                  | -                  | -                  | -                  | 1543  | 20    | 11    | 1     | -     | -     | -     | 1     | -     |
| Petru Bălan             | Pilier           | 291    | 5      | 2      | -      | -      | -      | -      | -      | -      | -                  | -                  | -                  | -                  | -                  | -                  | -                  | -                  | -                  | 291   | 5     | 2     | -     | -     | -     | -     | -     | -     |
| Kevin Buys              | Pilier           | 35     | -      | 2      | -      | -      | -      | -      | -      | -      | 139                | 1                  | 2                  | 1                  | -                  | -                  | -                  | -                  | -                  | 174   | 1     | 4     | 1     | -     | -     | -     | -     | -     |
| Pierre Capdevielle      | Pilier           | 918    | 9      | 15     | -      | -      | -      | -      | -      | -      | 197                | 3                  | -                  | -                  | -                  | -                  | -                  | -                  | -                  | 1115  | 12    | 15    | -     | -     | -     | -     | -     | -     |
| Pablo Henn              | Pilier           | 340    | 7      | 1      | 1      | -      | -      | -      | 2      | -      | -                  | -                  | -                  | -                  | -                  | -                  | -                  | -                  | -                  | 340   | 7     | 1     | 1     | -     | -     | -     | 2     | -     |
| Simon Hughes            | Pilier           | -      | -      | -      | -      | -      | -      | -      | -      | -      | 115                | 1                  | 1                  | -                  | -                  | -                  | -                  | -                  | -                  | 115   | 1     | 1     | -     | -     | -     | -     | -     | -     |
| Pascal Idieder          | Pilier           | 1146   | 17     | 9      | -      | -      | -      | -      | -      | -      | 183                | 2                  | 1                  | -                  | -                  | -                  | -                  | -                  | -                  | 1329  | 19    | 10    | -     | -     | -     | -     | -     | -     |
| Davit Khinchaguishvili  | Pilier           | 982    | 11     | 8      | 2      | -      | -      | -      | 1      | -      | 292                | 5                  | -                  | -                  | -                  | -                  | -                  | -                  | -                  | 1274  | 16    | 8     | 2     | -     | -     | -     | 1     | -     |
| Pascal Oliveirinha      | Pilier           | -      | -      | -      | -      | -      | -      | -      | -      | -      | -                  | -                  | -                  | -                  | -                  | -                  | -                  | -                  | -                  | -     | -     | -     | -     | -     | -     | -     | -     | -     |
| Petrisor Toderasc       | Pilier           | 456    | 3      | 13     | 1      | -      | -      | -      | -      | -      | 155                | 2                  | 2                  | -                  | -                  | -                  | -                  | -                  | -                  | 611   | 5     | 15    | 1     | -     | -     | -     | -     | -     |
| Damian Browne           | Deuxième ligne   | 1033   | 10     | 11     | -      | -      | -      | -      | -      | -      | 320                | 4                  | 1                  | -                  | -                  | -                  | -                  | -                  | -                  | 1353  | 14    | 12    | -     | -     | -     | -     | -     | -     |
| Fabien Domingo          | Deuxième ligne   | -      | -      | -      | -      | -      | -      | -      | -      | -      | 252                | 3                  | 1                  | -                  | -                  | -                  | -                  | -                  | -                  | 252   | 3     | 1     | -     | -     | -     | -     | -     | -     |
| Vickus Liebenberg       | Deuxième ligne   | -      | -      | -      | -      | -      | -      | -      | -      | -      | -                  | -                  | -                  | -                  | -                  | -                  | -                  | -                  | -                  | -     | -     | -     | -     | -     | -     | -     | -     | -     |
| Arnaud Méla             | Deuxième ligne   | 935    | 16     | 2      | -      | -      | -      | -      | 3      | -      | 148                | 2                  | 1                  | -                  | -                  | -                  | -                  | -                  | -                  | 1083  | 18    | 3     | -     | -     | -     | -     | 3     | -     |
| Christian Short         | Deuxième ligne   | 1286   | 16     | 5      | -      | -      | -      | -      | -      | -      | 209                | 2                  | 1                  | -                  | -                  | -                  | -                  | -                  | -                  | 1495  | 18    | 6     | -     | -     | -     | -     | -     | -     |
| Johan van Zyl           | Deuxième ligne   | 916    | 10     | 7      | 1      | -      | -      | -      | -      | -      | 350                | 4                  | 1                  | 2                  | -                  | -                  | -                  | -                  | -                  | 1266  | 14    | 8     | 3     | -     | -     | -     | -     | -     |
| Simon Azoulai           | Troisième ligne  | 1246   | 17     | 6      | -      | -      | -      | -      | -      | -      | 160                | 2                  | -                  | -                  | -                  | -                  | -                  | -                  | -                  | 1406  | 19    | 6     | -     | -     | -     | -     | -     | -     |
| Aurélien Béco           | Troisième ligne  | -      | -      | -      | -      | -      | -      | -      | -      | -      | -                  | -                  | -                  | -                  | -                  | -                  | -                  | -                  | -                  | -     | -     | -     | -     | -     | -     | -     | -     | -     |
| Antonie Claassen        | Troisième ligne  | 1515   | 19     | 4      | -      | -      | -      | -      | -      | -      | 346                | 4                  | 1                  | 1                  | -                  | -                  | -                  | -                  | -                  | 1861  | 23    | 5     | 1     | -     | -     | -     | -     | -     |
| Vincent Forgues         | Troisième ligne  | 385    | 4      | 5      | -      | -      | -      | -      | -      | -      | 423                | 6                  | 1                  | 1                  | -                  | -                  | -                  | -                  | -                  | 808   | 10    | 6     | 1     | -     | -     | -     | -     | -     |
| Alexandru Manta         | Troisième ligne  | 201    | 1      | 5      | 1      | -      | -      | -      | -      | -      | 231                | 4                  | 1                  | 2                  | -                  | -                  | -                  | -                  | -                  | 432   | 5     | 6     | 3     | -     | -     | -     | -     | -     |
| Alix Popham             | Troisième ligne  | 1132   | 15     | 6      | 1      | -      | -      | -      | -      | -      | 328                | 4                  | 1                  | -                  | -                  | -                  | -                  | -                  | -                  | 1460  | 19    | 7     | 1     | -     | -     | -     | -     | -     |
| Gerhard Vosloo          | Troisième ligne  | 1724   | 22     | -      | 2      | -      | -      | -      | 2      | -      | 33                 | -                  | 1                  | -                  | -                  | -                  | -                  | -                  | -                  | 1757  | 22    | 1     | 2     | -     | -     | -     | 2     | -     |
| Liam Davies             | Demi de mêlée    | 592    | 10     | 2      | 1      | -      | -      | -      | -      | -      | 114                | 1                  | 1                  | -                  | 6                  | -                  | -                  | -                  | -                  | 706   | 11    | 3     | 1     | 6     | -     | -     | -     | -     |
| Jean-Baptiste Péjoine   | Demi de mêlée    | 837    | 5      | 21     | -      | -      | -      | -      | 1      | -      | 251                | 4                  | 2                  | 1                  | -                  | -                  | -                  | -                  | -                  | 1088  | 9     | 23    | 1     | -     | -     | -     | 1     | -     |
| Jonathan Pélissié       | Demi de mêlée    | 17     | -      | 2      | 1      | 1      | -      | -      | -      | -      | -                  | -                  | -                  | -                  | -                  | -                  | -                  | -                  | -                  | 17    | -     | 2     | 1     | 1     | -     | -     | -     | -     |
| Arnaud Pic              | Demi de mêlée    | 651    | 11     | 2      | -      | -      | -      | -      | -      | -      | 195                | 2                  | 3                  | -                  | -                  | -                  | -                  | -                  | -                  | 846   | 13    | 5     | -     | -     | -     | -     | -     | -     |
| Andy Goode              | Demi d'ouverture | 1555   | 20     | 2      | -      | 20     | 56     | 10     | -      | -      | 284                | 4                  | 1                  | -                  | 7                  | 10                 | -                  | -                  | -                  | 1839  | 24    | 3     | -     | 27    | 66    | 10    | -     | -     |
| Luciano Orquera         | Demi d'ouverture | 357    | 4      | 7      | 1      | 7      | 10     | 1      | -      | -      | 46                 | 1                  | 1                  | -                  | -                  | 3                  | -                  | -                  | -                  | 403   | 5     | 6     | 1     | 7     | 13    | 1     | -     | -     |
| Ronnie Cooke            | Centre           | 1689   | 21     | 2      | 2      | -      | -      | -      | -      | -      | 320                | 4                  | -                  | 3                  | -                  | -                  | -                  | -                  | -                  | 2009  | 25    | 2     | 5     | -     | -     | -     | -     | -     |
| Fabrice Estebanez       | Centre           | 1213   | 15     | 4      | 4      | -      | -      | -      | 1      | -      | 148                | 1                  | 2                  | -                  | -                  | -                  | -                  | -                  | -                  | 1351  | 16    | 6     | 4     | -     | -     | -     | 1     | -     |
| Suka Hufanga            | Centre           | 411    | 4      | 6      | -      | -      | -      | -      | -      | 1      | 109                | 1                  | 2                  | -                  | -                  | -                  | -                  | -                  | -                  | 520   | 5     | 8     | -     | -     | -     | -     | -     | 1     |
| Ben Johnston            | Centre           | 260    | 3      | 5      | -      | -      | -      | -      | -      | -      | 370                | 5                  | 1                  | 6                  | -                  | -                  | -                  | -                  | -                  | 630   | 8     | 6     | 6     | -     | -     | -     | -     | -     |
| Lachlan MacKay          | Centre           | 827    | 10     | 5      | -      | -      | -      | -      | -      | -      | 202                | 3                  | -                  | 2                  | 1                  | -                  | -                  | -                  | -                  | 1029  | 13    | 5     | 2     | 1     | -     | -     | -     | -     |
| Horacio Agulla          | 3/4 aile         | 981    | 12     | 1      | 3      | -      | -      | 1      | 2      | -      | 87                 | 1                  | 1                  | -                  | -                  | -                  | -                  | -                  | -                  | 1068  | 13    | 2     | 3     | -     | -     | 1     | 2     | -     |
| Régis Bianco            | Ailier           | 343    | 5      | -      | 1      | -      | -      | -      | -      | -      | 240                | 3                  | -                  | 3                  | -                  | -                  | -                  | -                  | -                  | 583   | 8     | -     | 4     | -     | -     | -     | -     | -     |
| Ben Cohen               | Ailier           | 1440   | 18     | -      | -      | -      | -      | -      | 1      | -      | 369                | 5                  | -                  | 1                  | -                  | -                  | -                  | -                  | -                  | 1809  | 23    | -     | 1     | -     | -     | -     | 1     | -     |
| Norman Ligairi          | Ailier           | 931    | 12     | 3      | 5      | -      | -      | -      | 2      | -      | 400                | 5                  | -                  | 6                  | -                  | -                  | -                  | -                  | -                  | 1331  | 17    | 3     | 11    | -     | -     | -     | 1     | -     |
| Guillaume Namy          | Centre           | 80     | 1      | -      | -      | -      | -      | -      | -      | -      | 80                 | 1                  | -                  | 2                  | -                  | -                  | -                  | -                  | -                  | 160   | 2     | -     | 2     | -     | -     | -     | -     | -     |
| Alexis Palisson         | Ailier           | 1304   | 17     | -      | 3      | 2      | 3      | -      | -      | -      | 259                | 3                  | 1                  | 1                  | 4                  | 1                  | -                  | 1                  | -                  | 1563  | 20    | 1     | 4     | 6     | 4     | -     | 1     | -     |
| Barry Davies            | Arrière          | 984    | 13     | 1      | 4      | -      | 2      | -      | 1      | -      | 320                | 4                  | -                  | 1                  | 2                  | -                  | -                  | 1                  | -                  | 1304  | 17    | 1     | 5     | 2     | 2     | -     | 2     | -     |
| Scott Spedding          | Arrière          | 80     | 1      | -      | -      | -      | -      | -      | -      | -      | 126                | 1                  | 1                  | -                  | 2                  | -                  | -                  | -                  | -                  | 206   | 2     | 1     | -     | 2     | -     | -     | -     | -     |

#### Statistiques par réalisateur
| Rang | Joueur          | Poste            | Points | Essais | Transf. | Pén. | Drops |
| ---- | --------------- | ---------------- | ------ | ------ | ------- | ---- | ----- |
| 1    | Andy Goode      | Demi d'ouverture | 238    | -      | 20      | 56   | 10    |
| 2    | Luciano Orquera | Demi d'ouverture | 52     | 1      | 7       | 10   | 1     |
| 3    | Barry Davies    | Arrière          | 26     | 4      | -       | 2    | -     |
| 4    | Norman Ligairi  | Ailier           | 25     | 5      | -       | -    | -     |
| 5    | Ronnie Cooke    | Centre           | 20     | 4      | -       | -    | -     |

| Rang | Joueur          | Poste            | Points | Essais | Transf. | Pén. | Drops |
| ---- | --------------- | ---------------- | ------ | ------ | ------- | ---- | ----- |
| 1    | Andy Goode      | Demi d'ouverture | 44     | -      | 7       | 10   | -     |
| 2    | Ben Johnston    | Centre           | 30     | 6      | -       | -    | -     |
| -    | Norman Ligairi  | Ailier           | 30     | 6      | -       | -    | -     |
| 4    | Alexis Palisson | Ailier           | 16     | 1      | 4       | 1    | -     |
| 5    | Ronnie Cooke    | Centre           | 15     | 3      | -       | -    | -     |
| -    | Régis Bianco    | Ailier           | 15     | 3      | -       | -    | -     |

#### Statistiques par marqueur
| Rang  | Joueur                  | Poste            | Top 14    | Amlin Cup | TOTAL     |
| ----- | ----------------------- | ---------------- | --------- | --------- | --------- |
| 1     | Norman Ligairi          | Ailier           | 5         | 6         | 11 essais |
| 2     | Ben Johnston            | Centre           | -         | 6         | 6 essais  |
| 3     | Barry Davies            | Arrière          | 4         | 1         | 5 essais  |
| 3     | Ronnie Cooke            | Centre           | 2         | 3         | 5 essais  |
| 5     | Fabrice Estebanez       | Centre           | 4         | -         | 4 essais  |
| 5     | Alexis Palisson         | Arrière, ailier  | 3         | 1         | 4 essais  |
| 5     | Régis Bianco            | Ailier           | 1         | 3         | 4 essais  |
| 8     | Horacio Agulla          | Ailier           | 3         | -         | 3 essais  |
| 8     | Johan van Zyl           | Troisième ligne  | 1         | 2         | 3 essais  |
| 8     | Alexandru Manta         | Troisième ligne  | 1         | 2         | 3 essais  |
| 11    | Gerhard Vosloo          | Troisième ligne  | 2         | -         | 2 essais  |
| 11    | Davit Khinchaguishvili  | Pilier           | 2         | -         | 2 essais  |
| 11    | Lachlan MacKay          | Centre           | -         | 2         | 2 essais  |
| 11    | Guillaume Namy          | Ailier           | -         | 2         | 2 essais  |
| 15    | Steve Thompson          | Talonneur        | 1         | -         | 1 essai   |
| 15    | Alix Popham             | Troisième ligne  | 1         | -         | 1 essai   |
| 15    | Liam Davies             | Demi de mêlée    | 1         | -         | 1 essai   |
| 15    | Petrisor Toderasc       | Pilier           | 1         | -         | 1 essai   |
| 15    | Luciano Orquera         | Demi d'ouverture | 1         | -         | 1 essai   |
| 15    | Pablo Henn              | Pilier           | 1         | -         | 1 essai   |
| 15    | Jonathan Pélissié       | Demi de mêlée    | 1         | -         | 1 essai   |
| 15    | Antonie Claassen        | Troisième ligne  | -         | 1         | 1 essai   |
| 15    | Ben Cohen               | Ailier           | -         | 1         | 1 essai   |
| 15    | Jean-Baptiste Péjoine   | Demi de mêlée    | -         | 1         | 1 essai   |
| 15    | Vincent Forgues         | Troisième ligne  | -         | 1         | 1 essai   |
| 15    | Jean-Philippe Bonrepaux | Talonneur        | -         | 1         | 1 essai   |
| 15    | Kevin Buys              | Pilier           | -         | 1         | 1 essai   |
| #     | essai de pénalité       | -                | 1         | -         | 1         |
| Total | -                       | 27 marqueurs     | 36 essais | 34 essais | 70 essais |

### Joueurs en sélections internationales
| Joueur                 | Poste            | Pays       | Compétition                                         | Sélections (points) |
| ---------------------- | ---------------- | ---------- | --------------------------------------------------- | ------------------- |
| Andy Goode             | Demi d'ouverture | Angleterre | Tournoi des Six Nations 2009, Tests Match           | 7 (60)              |
| Steve Thompson         | Talonneur        | Angleterre | Tests Match                                         | 1 (0)               |
| Horacio Agulla         | Ailier           | Argentine  | Tests Match                                         | 6 (0)               |
| Alexis Palisson        | Ailier           | France     | Tests Match                                         | 3 (0)               |
| Davit Khinchaguishvili | Pilier           | Géorgie    | Championnat européen des nations                    | 5 (5)               |
| Luciano Orquera        | Demi d'ouverture | Italie     | Tournoi des Six Nations 2009, Tests Match           | 4 (6)               |
| Petru Bălan            | Pilier           | Roumanie   | Coupe des Nations                                   | 2 (0)               |
| Alexandru Manta        | Troisième ligne  | Roumanie   | Championnat européen des nations, Coupe des Nations | 4 (10)              |

## Feuilles de matchs
1. ↑  « Feuille de match USA Perpignan - CA Brive », sur lnr.fr (consulté le 29 août 2008).
2. ↑  « Feuille de match RC Toulon - CA Brive », sur lnr.fr (consulté le 31 août 2008).
3. ↑  « Feuille de match CA Brive - Castres olympique », sur lnr.fr (consulté le 10 septembre 2008).
4. ↑  « Feuille de match Biarritz olympique - CA Brive », sur lnr.fr (consulté le 17 septembre 2008).
5. ↑  « Feuille de match Stade français - CA Brive », sur lnr.fr (consulté le 24 septembre 2008).
6. ↑  « Feuille de match CA Brive – US Dax », sur lnr.fr (consulté le 29 septembre 2008).
7. ↑  « Feuille de match CA Brive – Stade montois », sur lnr.fr (consulté le 7 octobre 2008).
8. ↑  « Feuille de match Aviron bayonnais - CA Brive », sur lnr.fr (consulté le 28 octobre 2008).
9. ↑  « Feuille de match Stade toulousain - CA Brive », sur lnr.fr (consulté le 2 novembre 2008).
10. ↑  « Feuille de match CA Brive – ASM Clermont Auvergne », sur lnr.fr (consulté le 20 novembre 2008).
11. ↑  « Feuille de match CA Brive – US Montauban », sur lnr.fr (consulté le 24 novembre 2008).
12. ↑  « Feuille de match Montpellier HRC - CA Brive », sur lnr.fr (consulté le 30 novembre 2008).
13. ↑  « Feuille de match CA Brive – CS Bourgoin-Jallieu », sur lnr.fr (consulté le 23 décembre 2008).
14. ↑  « Feuille de match CA Brive – USA Perpignan », sur lnr.fr (consulté le 7 janvier 2009).
15. ↑  « Feuille de match CA Brive – RC Toulon », sur lnr.fr (consulté le 16 janvier 2009).
16. ↑  « Feuille de match Castres olympique - CA Brive », sur lnr.fr (consulté le 4 février 2009).
17. ↑  « Feuille de match CA Brive – Biarritz olympique », sur lnr.fr (consulté le 25 février 2009).
18. ↑  « Feuille de match CA Brive – Stade français », sur lnr.fr (consulté le 3 mars 2009).
19. ↑  « Feuille de match US Dax - CA Brive », sur lnr.fr (consulté le 10 mars 2009).
20. ↑  « Feuille de match Stade montois - CA Brive », sur lnr.fr (consulté le 16 mars 2009).
21. ↑  « Feuille de match CA Brive – Aviron bayonnais », sur lnr.fr (consulté le 3 mars 2009).
22. ↑  « Feuille de match CA Brive – Stade toulousain », sur lnr.fr (consulté le 6 avril 2009).
23. ↑  « Feuille de match ASM Clermont Auvergne - CA Brive », sur lnr.fr (consulté le 19 avril 2009).
24. ↑  « Feuille de match US Montauban - CA Brive », sur lnr.fr (consulté le 28 avril 2009).
25. ↑  « Feuille de match CA Brive – Montpellier HRC », sur lnr.fr (consulté le 14 mai 2009).
26. ↑  « Feuille de match CS Bourgoin-Jallieu - CA Brive », sur lnr.fr (consulté le 19 mai 2009).